# Ovambosperwer
De Ovambosperwer (Accipiter ovampensis) is een roofvogel uit de familie van de havikachtigen (Accipitridae). De soort is nauw verwant aan de sperwer (Accipiter nisus) en de Afrikaanse sperwer (Accipiter rufiventris).

## Beschrijving
De Ovambosperwer lijkt morfologisch op een kleine valk, met relatief lange vleugels en een korte staart en tarsus.

## Voorkomen en habitat
De Ovambosperwer leeft in Afrika ten zuiden van de Sahara. Hij komt voor in de bosgebieden in Noord-Namibië, Angola, Botswana, Zimbabwe, Malawi, Zambia, Mozambique en het noorden van Zuid-Afrika. Ook in delen van Zuid- en Oost-Congo, West-Tanzania, Zuidwest-Kenia en in Rwanda, Burundi en Oeganda. Verder wordt de Ovambosperwer aangetroffen in de savannagebieden van West-Afrika tot Oost-Afrika. De vogel verkiest een mozaïek van bos en open landschap.

## Status
De grootte van de populatie is in 2001 geschat op 10-100 duizend vogels. Op de Rode lijst van de IUCN heeft deze soort de status niet bedreigd.